# Jacques Canivet
Jacques Canivet (... – 1774) è stato un artigiano francese.
Artefice parigino attivo nella seconda metà del XVIII secolo. Nipote di Claude Langlois (XVIII secolo), gli successe nel 1756 come fornitore di strumenti scientifici dell'Académie Royale des Sciences di Parigi. Costruì numerosi strumenti, soprattutto compassi, grafometri, quadranti astronomici, strumenti dei passaggi, macchine parallattiche.